# Obesula turricula
Obesula turricula is een slakkensoort uit de familie van de Triphoridae. De wetenschappelijke naam van de soort is voor het eerst geldig gepubliceerd in 1897 door Hervier.